# کانال میتل‌لند
کانال میتل‌لند یا کانال مرکزی (به آلمانی: Mittellandkanal , آلمانی: [ˈmɪtl̩.lant.kaˌna:l] ()) یک کانال آب در مرکز آلمان است. این کانال آبراه اصلی شرقی-غربی در آلمان است که بسیاری از رودخانه‌ها و آبراه‌های کوچکتر در غرب و شرق این کشور را به هم متصل می‌کند. در واقع اهمیت این کانال فراتر از آلمان است زیرا فرانسه، سوئیس و کشورهای بنلوکس را با لهستان، جمهوری چک و دریای بالتیک به هم متصل می‌سازد.
با ۳۲۵/۷ طول کانال میتل‌لند طولانی‌ترین آبراه مصنوعی در آلمان است.

## مسیر
کانال میتلند از کانال دورتموند-امس در هورستل (نزدیک راین، در۵۲°۱۶′۳۷″ شمالی ۷°۳۶′۱۸″ شرقی / ۵۲٫۲۷۶۹۴°شمالی ۷٫۶۰۵۰۰°شرقی)، از امتداد جنگل تویتوبورگ از کنار هانوفر عبور می‌کند و با رود البه در نزدیکی ماگدبورگ تلاقی می‌کند (۵۲°۱۴′۴۶″ شمالی ۱۱°۴۴′۴۹″ شرقی / ۵۲٫۲۴۶۱۱°شمالی ۱۱٫۷۴۶۹۴°شرقی) و در این نقطه در نزدیکی ماگدبورگ توسط پل آبی ماگدبورگ به کانال البه-هافل متصل می‌شود و سپس به سمت شرق تا برلین و لهستان ادامه می‌یابد.

## شهرهای در مسیر

پانورامای بندر براونشویگ در کانال میتل‌لند

- ایبنبورن
- اسنابروک (از طریق یک شاخه)
- برامشه
- لوبک
- میندن
- گاربسن
- هانوفر
- سهند
- هیلدسهایم (از طریق یک شاخه)
- نخود فرنگی
- زالتسگیتر (از طریق یک شاخه)
- براونشویگ
- ولفسبورگ
- هالدنسبلن
- ماگدبورگ

## سازه‌ها
- - پل آبی ماگدبورگ (۵۲°۱۳′۵۱″ شمالی ۱۱°۴۲′۵″ شرقی / ۵۲٫۲۳۰۸۳°شمالی ۱۱٫۷۰۱۳۹°شرقی)

## نگارخانه

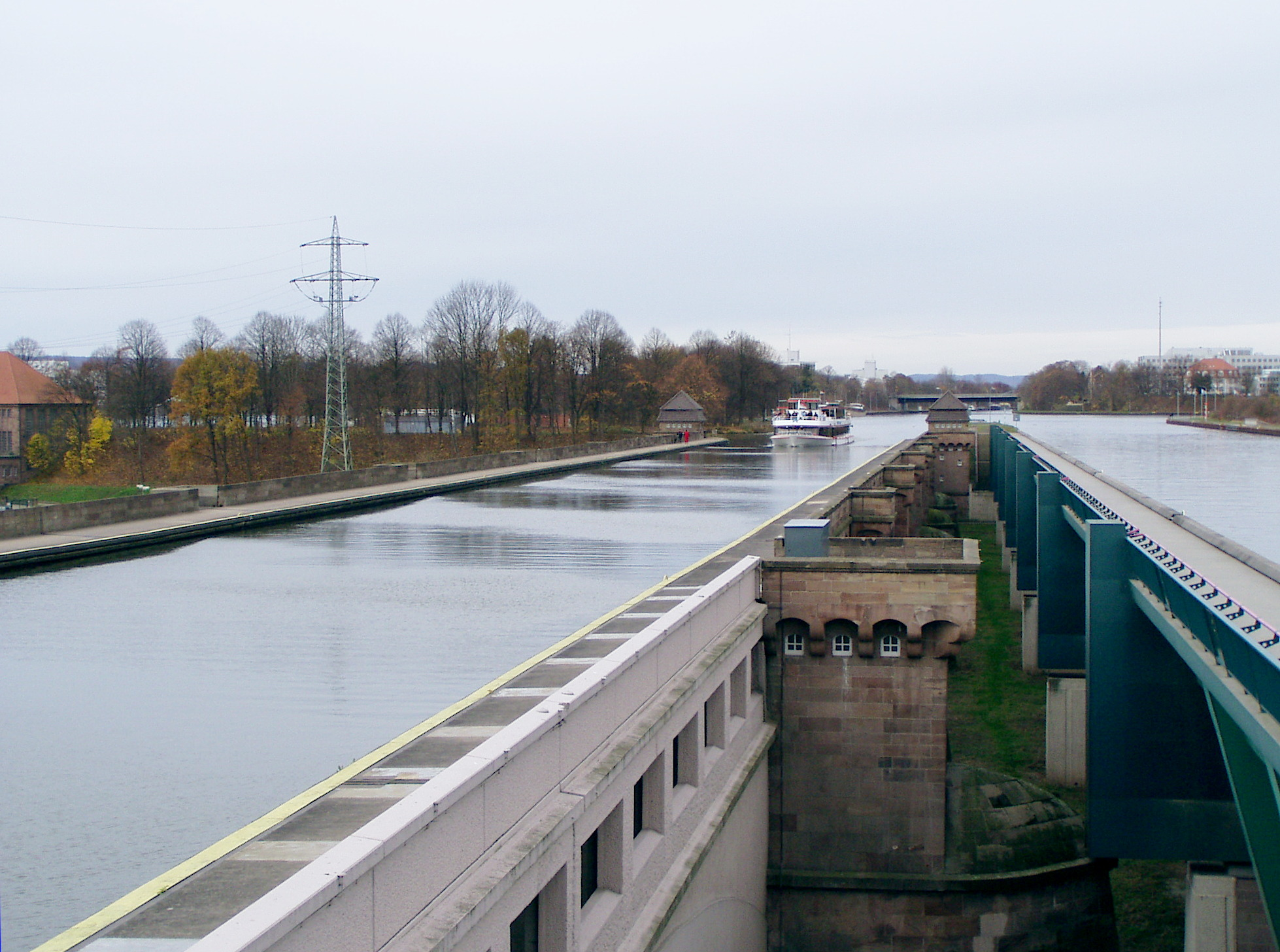
کانال میتلند قدیمی و جدید نزدیک میندن
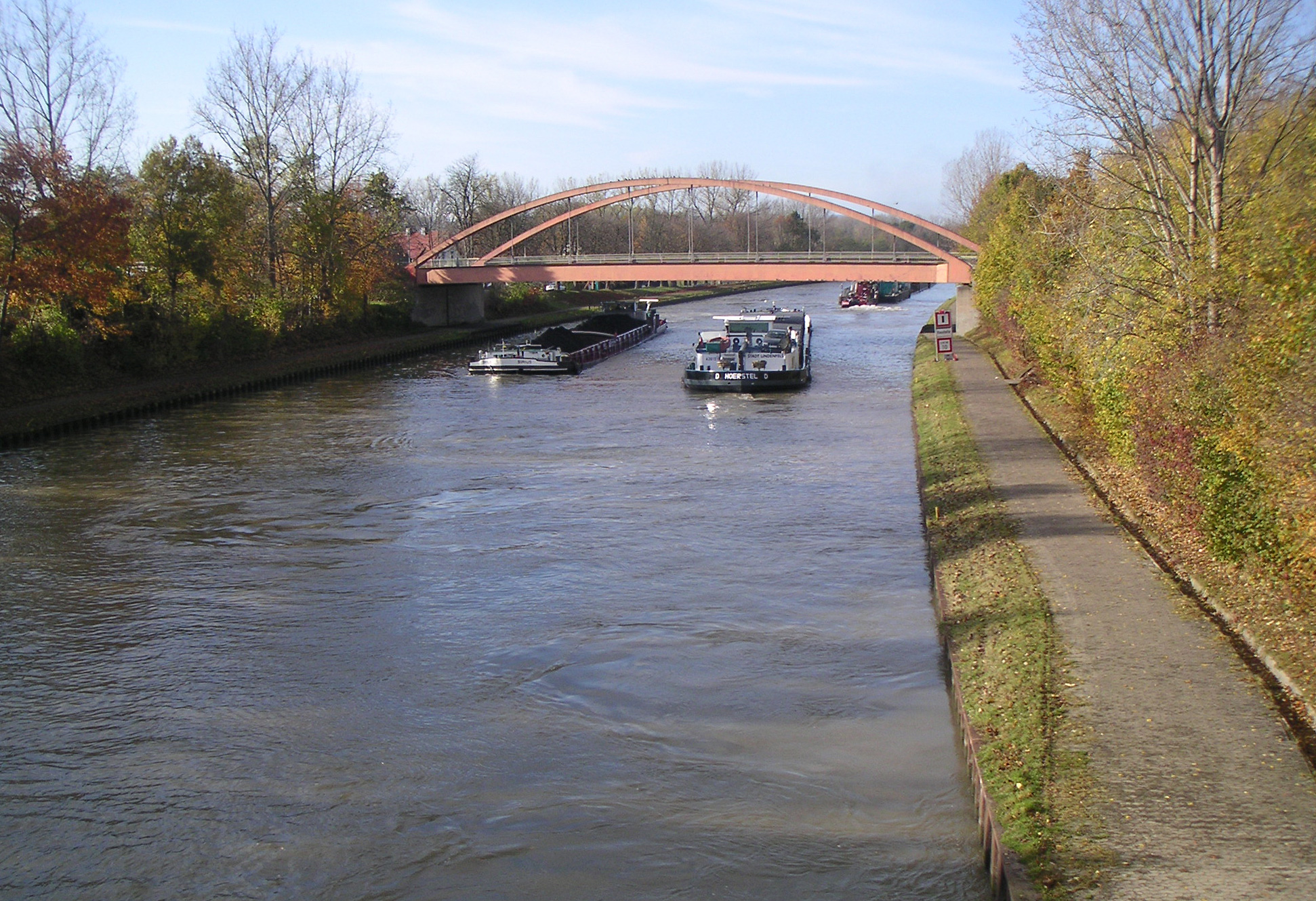
کانال میتل‌لند نزدیک میندن
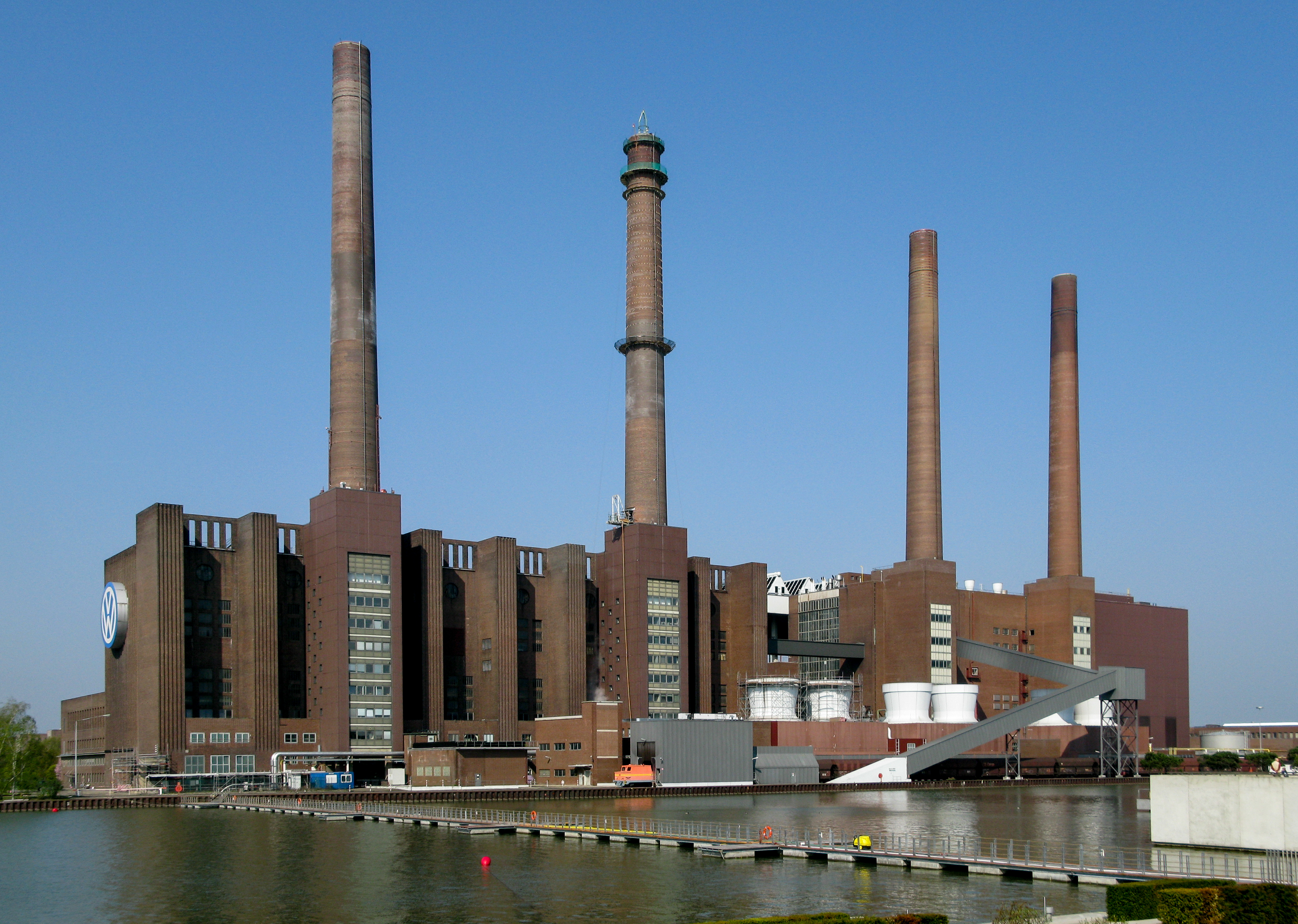
بخشی از کارخانه اصلی فولکس واگن در وولفسبورگ در کانال میتل‌لند